# Гринчак, Евстафий Михайлович
Евстафий Михайлович Гринчак (1907, г. Борислав, Королевство Галиции и Лодомерии, Австро-Венгерская империя — 1983) — буровой мастер, деятель Украинской ССР. Депутат Верховного Совета СССР 4-5-го созывов. Украинец.

## Биография
Родился в 1907 году в Бориславе, в семье рабочего-нефтяника. Окончил семь классов бориславской школы. С 1921 года — рабочий, бурильщик на Бориславских нефтепромыслах. В 1931—1933 годах — безработный. С 1933 года снова работал бурильщиком; был помощником мастера на Бориславских нефтепромыслах.
С 1945 года — буровой мастер конторы бурения треста «Бориславнефть» в городе Бориславе Дрогобычской области.
В 1946 году учился на курсах повышения квалификации нефтяников в Баку.
Член КПСС с 1955 года. Был награждён орденом Ленина (23.1.1948).
Умер 4 декабря 1983 года. Похоронен в Бориславе, на кладбище в микрорайоне Тустановичи.